# Идеальная пара (спектакль)
«Идеа́льная па́ра» — спектакль в жанре лирической комедии, поставленный в 1993 году Геннадием Егоровым на сцене Санкт-Петербургского драматического театра «Патриот» РОСТО по пьесе писателя и драматурга Владимира Попова «Идеальная пара (О, Марианна)».

## История создания
В Энциклопедическом сборнике РОСТО (ДОСААФ) о театре «Патриот» говорится:
Санкт-Петербургский драматический театр «Патриот» РОСТО, театр «особого назначения» - это новая форма работы оборонного Общества с широкими слоями населения в решении задач духовного возрождения страны, формирования патриотического сознания граждан России,  умножения боевых и трудовых традиций народа и его Вооруженных Сил, бескорыстного служения интересам укрепления обороны и безопасности Отечества.
Изначально драматург Владимир Попов написал комедию «Идеальная пара» о двух штатских людях, пожертвовавших привычными жизненными укладами ради совместного счастья в семейной жизни. Для того, чтобы поставить пьесу за счет средств военного учредителя на сцене театра РОСТО (ДОСААФ), художественный руководитель — директор театра «Патриот» Геннадий Егоров сделал главного героя военным, научным сотрудником оборонного института, кандидатом технических наук. Для исполнителя главной роли сшили костюм капитана второго ранга, который отлично смотрелся на фигуре актёра. Суть пьесы от этого уточнения не изменилась, а спектакль получил горячий приём в среде военнослужащих.
Художник Валентина Малахиева создала интересное и образное оформление спектакля. На сцене одновременно находились две квартиры, два совершенно разных мира. В одной квартире был строгий порядок — здесь жил Игорь, он военный. В другой квартире было уютно, но чуть безалаберно. Здесь жила Марианна: мечтательница, фантазёрка, художник-дизайнер. В квартире Марианны была клетка с большим пёстрым попугаем Гошей, что подчёркивало её одиночество. В финале обе квартиры объединились в одну большую квартиру, в один общий мир героев спектакля.
06 ноября 1993 года состоялась премьера спектакля «Идеальная пара» на сцене Санкт-Петербургского драматического театра «Патриот» РОСТО (ДОСААФ) по адресу набережная реки Фонтанки, дом 7, (бывший особняк графини Паниной).

Заведующая литературной частью БДТ им. Г. Товстоногова Дина Шварц о спектакле: 
Поговорить о чистой человеческой любви сегодня, пожалуй, куда более патриотично и полезно, чем произносить громкие фразы на митингах и сходках. Только любящее, незлобивое сердце всегда укажет верную дорогу в жизни. Так было во все времена, так будет и впредь. И совершенно правильно поступил театр «Патриот», что открыл новый театральный сезон пьесой столь жизненной темы. Что же касается игры актёров, режиссуры, художественного и звукового оформления спектакля, то ставлю высшую оценку.Дина Шварц

## Создатели спектакля
- Постановка и режиссура — Геннадий Егоров[11]
- Художник — Валентина Малахиева
- Композитор — Владимир Орлов
- Балетмейстер — Николай Козлов

## Действующие лица и исполнители
Состав исполнителей 1993—1995
- Марианна, она же Катя, Луиза, Дина — Татьяна Пилецкая[12][10]
- Игорь — Юрий Оськин
- Попугай Гоша — голос Татьяны Кудрявцевой

Состав исполнителей 1996—2001
- Марианна, она же Катя, Луиза, Дина — Татьяна Кудрявцева[13][14]
- Игорь — Юрий Оськин[15]

- Попугай Гоша — голос Татьяны Кудрявцевой

Состав исполнителей 2002—2011
- Марианна, она же Катя, Луиза, Дина — Татьяна Кудрявцева[15]
- Игорь — Геннадий Егоров[9]
- Попугай Гоша — голос Татьяны Кудрявцевой

## Краткое содержание

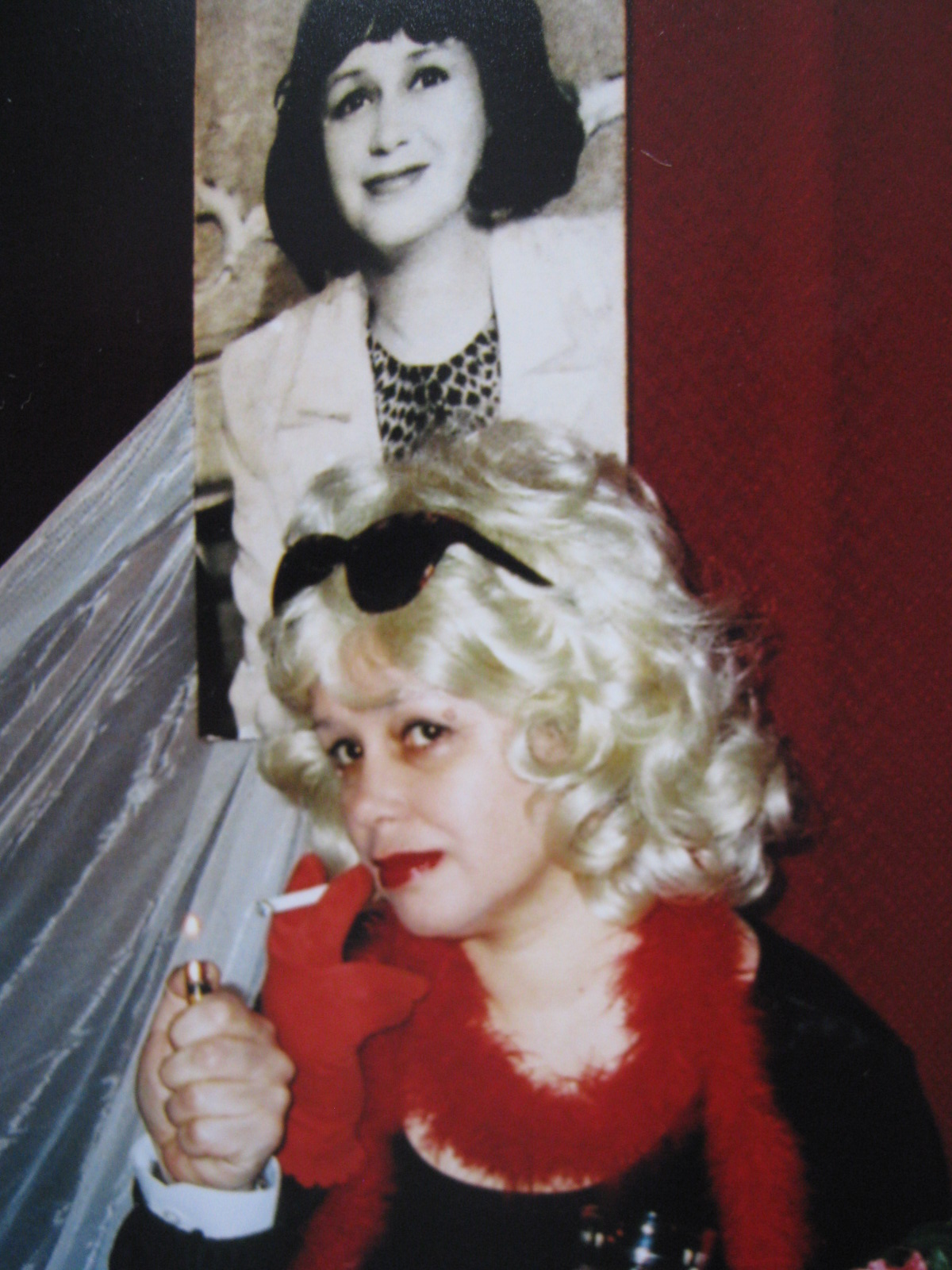
Сцена из спектакля. В роли Катьки Татьяна Кудрявцева

Одинокие мужчина и женщина встречались на протяжении семи лет. Они хорошо узнали друг друга, почти привыкли. У героя в комнате даже весит большой портрет героини. Вроде бы он никогда с ней не расстаётся, но вот почему-то никак не может решиться заключить брачный союз. Сам не понимает, что ему мешает сделать последний шаг. Наконец, Игорь (Г. Егоров), так зовут героя спектакля «Идеальная пара», решает проститься с жизнью холостяка и предложить Марианне (Т. Кудрявцева) пойти в ЗАГС. Назначив ей встречу в своей квартире, он тщательно подготовился: купил шампанское, накрыл торжественный ужин, украсил стол вазой с цветами, позвонил своему другу и услышал слова поддержки. Марианна тоже взволнованна: а вдруг сегодня решится её судьба? Она надела эффектный костюмчик, сделала прическу и макияж, заручилась поддержкой подруги по телефону, а главное, — получила напутствие от своего любимца попугая Гоши. Поначалу встреча Игоря и Марианны развивается в русле предложения «руки и сердца», но потом, в результате какой-то нелепицы, они ссорятся и расходятся по своим квартирам. 

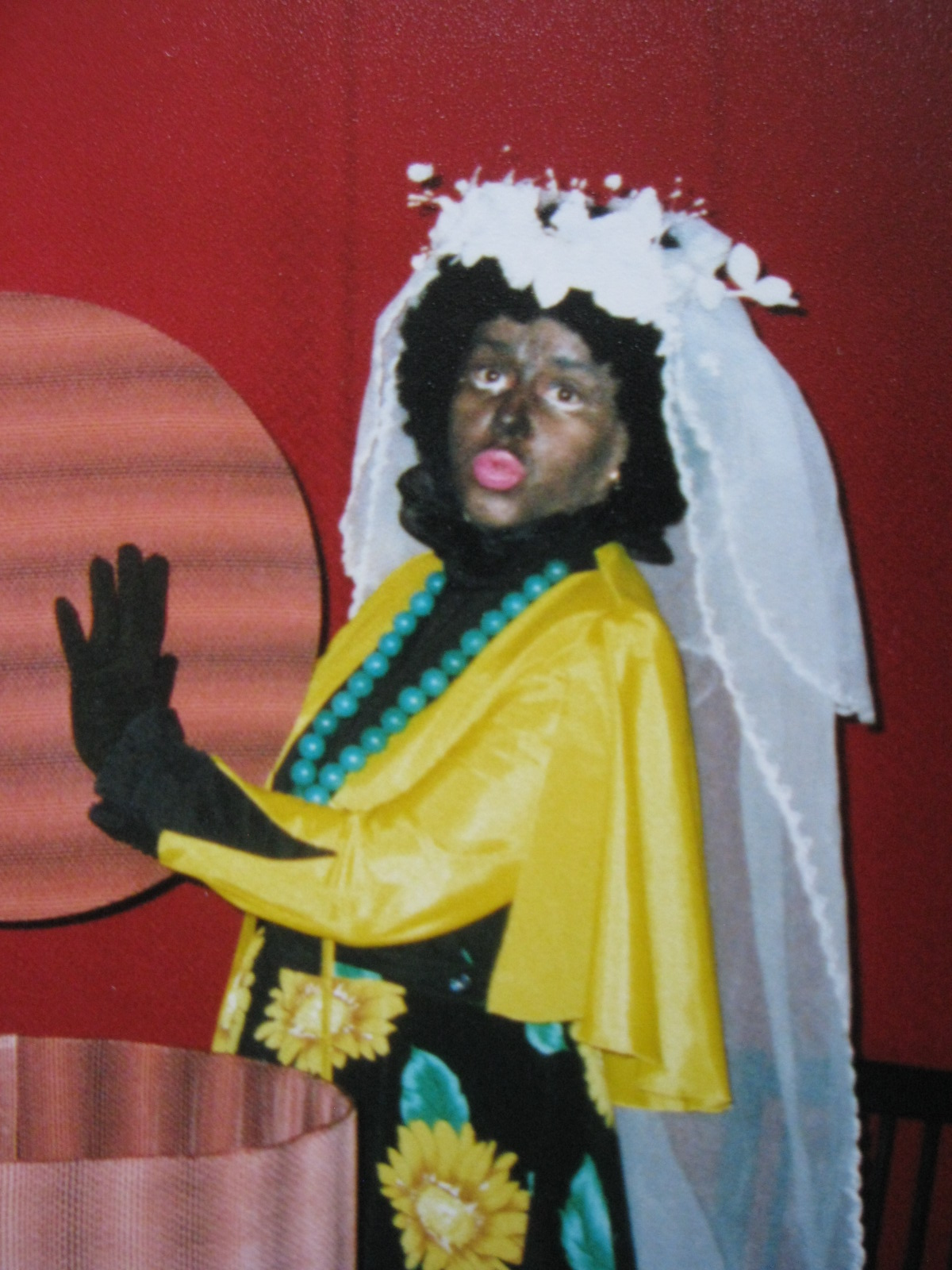
Сцена из спектакля. В роли Луизы Татьяна Кудрявцева

 Тогда Игорь решил доверить выбор невесты профессионалам и подал заявление в бюро брачных знакомств. Узнав о его поступке, потрясённая Марианна тоже подаёт заявление в бюро знакомств, а так же решает проверить на сколько серьёзны намерения Игоря познакомиться с новой женщиной. Изменив голос, она звонит ему по телефону. Приняв её за прелестную незнакомку, Игорь предлагает встретиться в его квартире. Марианна соглашается.
Искусно поменяв свой облик, Марианна приходит к Игорю под именем Катьки, женщины легкого поведения. Ей удаётся увлечь Игоря, напоить французским коньяком и устроить танцы со стриптизом. Убеждая Катьку в том, что «его неправильно поняли», Игорь с большим трудом выдворяет её из квартиры.
У себя дома, Марианна по телефону рассказывает подруге о встрече Катьки и Игоря. Она уверенна, что желание знакомиться с нашими женщинами у Игоря пропало надолго. Но подруга обращает её внимание на повышенный интерес иностранок к русским мужчинам . Во втором действии Игорь рассказывает другу по телефону о бесконечных звонках женщин предлагающих познакомиться. Звонок в квартиру прерывает разговор с другом. Решив, что это его младшая дочка, Игорь открывает дверь. В квартиру врывается с чемоданами и коробками Марианна загримированная под экстравагантную афроамериканку Луизу. 

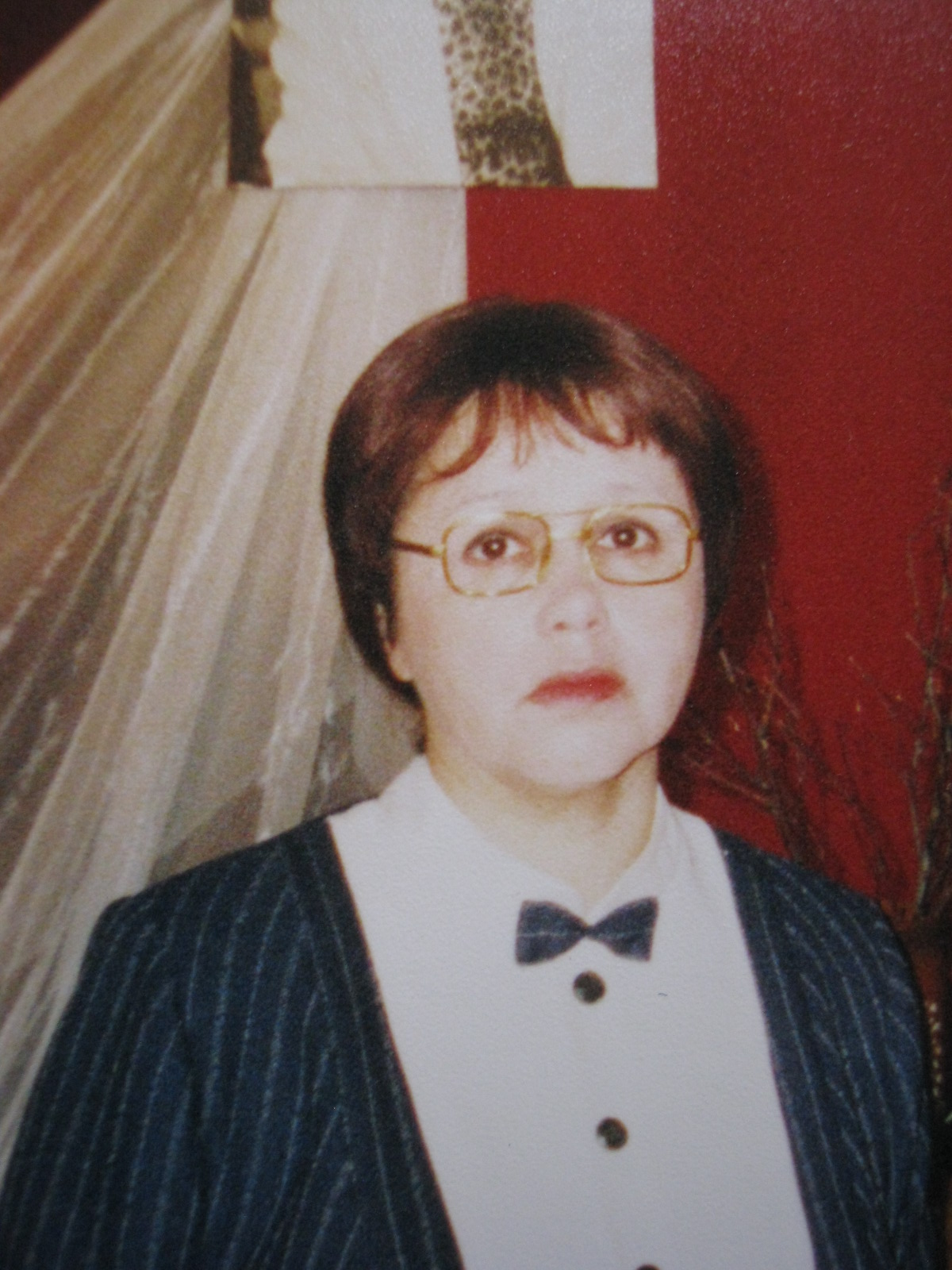
Сцена из спектакля. В роли Дины Татьяна Кудрявцева

 Представившись миллионершей из Соединённых штатов Америки, Луиза сообщает, что похоронила мужа и ищет нового супруга. В агентстве знакомств ей предложили фотографию Игоря и сообщили домашний адрес. Теперь она убедилась сама в том, что Игорь действительно «её герой, её любимый мужчина!». Достав из коробки свадебную фату, Луиза предлагает подписать брачный контракт и «узнать друг друга поближе». Игорь пытается остановить Луизу от скоропалительного решения и предлагает богатой вдове покинуть квартиру. Он предупреждает, что в противном случае, несмотря на международный скандал, будет вынужден применить «грубую физическую силу». С большим сожалением Луиза покидает квартиру. Звонки от женщин желающих познакомиться доводят Игоря до отчаянья. Он поднимает трубку телефона и с ходу начинает разговор «на повышенных тонах». Нежный, вкрадчивый голос учительницы Дины (это звонит Марианна) неожиданно приводит его в нормальное состояние. Игорь извиняется за грубый тон и объясняет, что «за последние три недели вынужден был встречаться с женщинами больше, чем за тридцать лет, чуть не свихнулся на этой почве». Он предлагает Дине встретиться в его квартире. Она соглашается. Поменяв свой облик, Марианна приходит к Игорю в качестве милой, скромной учительницы Дины. Взволнованный и ничего не подозревающий Игорь открывает шампанское и предлагает выпить за знакомство. 

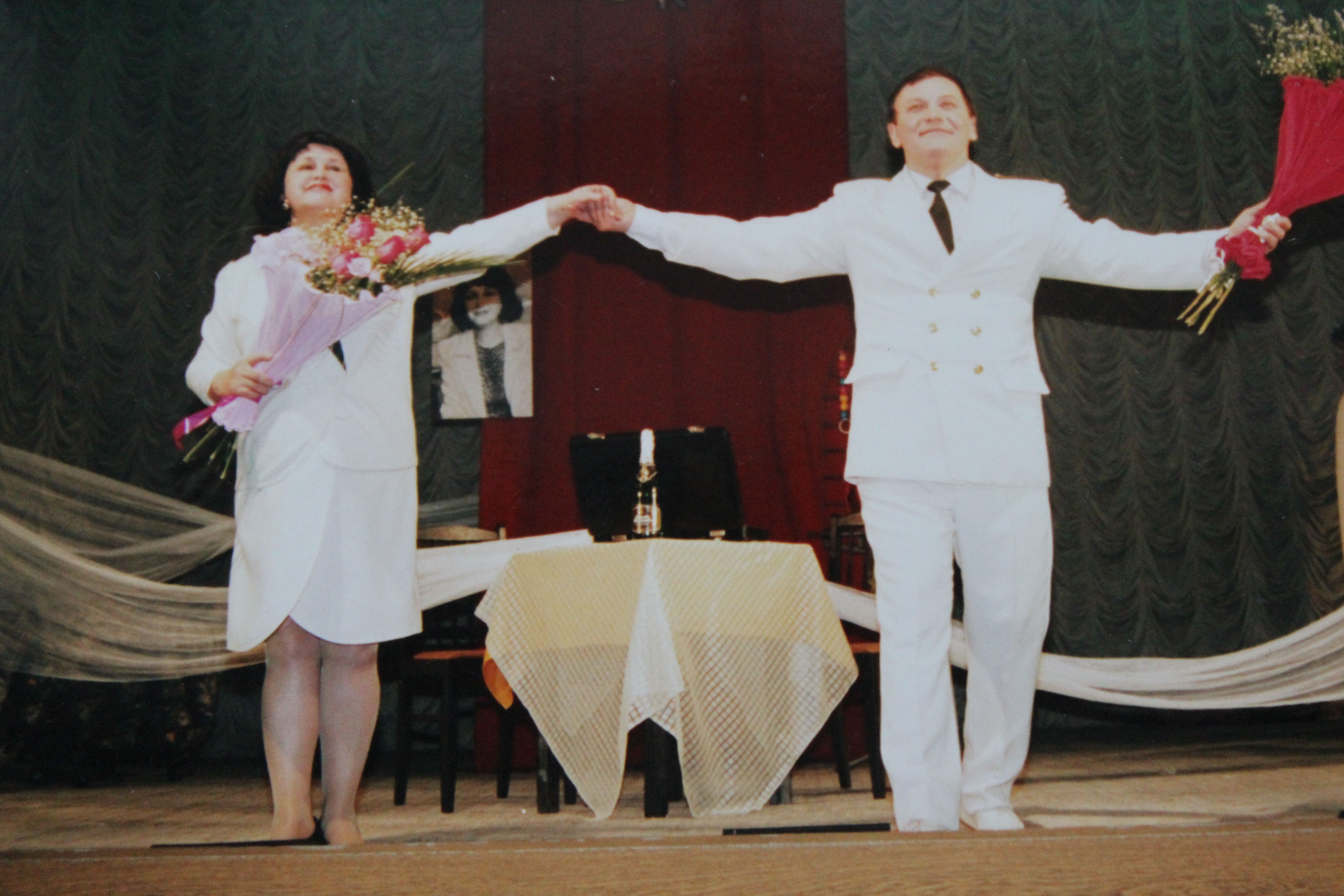
Сцена из спектакля. В роли Марианны Татьяна Кудрявцева, в роли Игоря Геннадий Егоров

 Он очарован Диной. Она просит сварить кофе. Пока он варит кофе, Дина берёт портрет Марианны, делает надпись на нём и покидает квартиру. Не обнаружив Дины в квартире, Игорь читает надпись на портрете Марианны: «Товарищ капитан второго ранга! Ты меня чуть не покорил. Действуй в том же духе. Целуем миллион раз. Катя, Луиза, Дина». Марианна в своей квартире пьёт кофе и рассказывает попугаю Гоше, что «наконец-то поняла, какая женщина необходима Игорю». Но это не она. Она — другая. И поэтому сегодня ей хочется плакать. Звонок в квартиру возвращает Марианну к реальности. Она открывает дверь и встречает Игоря, переодетого Клоуном. Нелепый и смешной он преподносит цветы. Марианна уходит готовить чай. На глазах зрителей Клоун делает фокус, в результате которого квартира Марианны и квартира Игоря становятся одной общей большой квартирой, где в клетке расположился попугай Гоша. Игорь снимает костюм Клоуна и остаётся в белоснежной форме капитана второго ранга. Марианна возвращается в свадебном наряде. Игорь предлагает обвенчаться и стать его женой. Попугай Гоша помогает Марианне произнести главное слово: «Согласна!».
Умение актрисы Татьяны Кудрявцевой перевоплощаться в одночасье, отмечалось уже не раз. Однако в спектакле «Идеальная пара» она превзошла самое себя. Если бы скажем, одновременно вышли на сцену персонажи, сыгранные ею в этом спектакле, то трудно было бы поверить, что роли играет одна и та же актриса. Дело не только в гриме. Абсолютная смена голоса, жестов, мимики – всё это посильно лишь истинному таланту .Н. Махнёв

## Гастроли
- Спектакль «Идеальная пара» посмотрели зрители Санкт-Петербурга, Ленинградской области[3], Москвы[9], Самары, Жукова, Рязани, Челябинска, Обнинска, Вичуги, Иваново[26], Новгорода, Златоуста, Уфы[2], Брянска[9], Ногинска, Миасса, Калуги, Тамбова, Липецка, Воронежа, Белгорода, Твери, Пскова[8].

## Награды
- Актриса Татьяна Кудрявцева награждена почётным званием Заслуженная артистка Российской Федерации (Указ Президента Российской Федерации от 02.05.1996 № 617)[27].

## Видеофильм
- В 2011 году на основе спектакля «Идеальная пара» Санкт-Петербургского драматического театра «Патриот» РОСТО[28] был снят видеофильм «Идеальная пара» в двух частях (DVD — 1 час 50 минут).

## Факты
- Санкт-Петербургский драматический театр «Патриот» РОСТО (ДОСААФ) играл спектакль «Идеальная пара» восемнадцать лет[8]. В спектакле участвовали три состава исполнителей.
- 22 февраля 1997 года артисты Санкт-Петербургского драматического театра «Патриот» РОСТО дали благотворительный спектакль «Идеальная пара» перед солдатами, получившими ранения в Чечне и находящимися на лечении в Красногорском военном госпитале им. Вишневского[29].
- 14 февраля 1997 года, после спектакля «Идеальная пара», командующий войсками Московского округа противовоздушной обороны генерал-полковник Корнуков А. М. вручил актёрам театра «Патриот» почётную грамоту и обратился к военнослужащим, находящимся в зрительном зале: "Здесь поступила директива о сокращении штатов. Я предлагаю сократить тех, кто сегодня отсутствовал на спектакле «Идеальная пара». Хохот и аплодисменты взорвали переполненный зрительный зал[29].
- Из четырёхсот спектаклей «Идеальная пара» более ста были сыгранны благотворительно[30][31][32]. Командиры воинских частей и соединений, начальники училищ и академий, главы администраций городов и районов вручили художественному руководителю-директору театра Геннадию Егорову сто сорок почетных грамот и благодарственных писем за активную работу по патриотическому воспитанию россиян[11][28].
- В результате творческого содружества Санкт-Петербургский драматический театр «Патриот» РОСТО (ДОСААФ) поставил три пьесы Владимира Сергеевича Попова. Вот как об этом пишет в книге «Сухая падь» сам драматург:

После успеха спектакля «Идеальная пара», Геннадий Егоров в 1994 году попросил сделать вариант моей пьесы «Дорогой подарок». Зрители искренне плакали на этом спектакле. Третьей, опять же, вполне удачной постановкой в театре «Патриот» – стал спектакль о военных лётчиках по моей пьесе «Испытание». Спектакль прекрасно принимался не только на ближних и дальних гастролях, но и московской публикой. В 1997 году мне самому посчастливилось пережить «Испытание» в уютном зале Российского академического молодёжного театра.